# 2003 QG91
2003 QG91, também escrito como 2003 QG91, é um objeto transnetuniano que está localizado no Cinturão de Kuiper, uma região do Sistema Solar. Este corpo celeste é classificado como um cubewano. Ele possui uma magnitude absoluta de 7,3 e tem um diâmetro estimado com 153 km.

## Descoberta
2003 QG91 foi descoberto no dia 24 de agosto de 2003 pelo astrônomo Marc W. Buie.

## Órbita
A órbita de 2003 QG91 tem uma excentricidade de 0,015 e possui um semieixo maior de 42,394 UA. O seu periélio leva o mesmo a uma distância de 41,754 UA em relação ao Sol e seu afélio a 43,035 UA.